# Jelto
Jelto ist ein männlicher Vorname.

## Herkunft und Bedeutung
Beim Namen Jelto handelt es sich um eine friesische Variante des männlichen Namens Jelle.

## Verbreitung
Der Name Jelto ist fast ausschließlich in Niedersachsen geläufig.
In den Niederlanden wird er nur selten vergeben.

## Varianten
Eine nicht eindeutig männliche Variante des Namens ist Jelte.
Für weitere Varianten: Siehe Jelle#Varianten